# Посольство Ливии на Украине
Посольство Ливии на Украине — дипломатическая представительство Ливии на Украине. Действует с 1993 года.

## История
Посольство было установлено в 1993 году, через год после признания Ливией независимости Украины. После свержения режима Муаммара Каддафи страну представляет признанное ООН правительство Ливии.

## Деятельность
Основная деятельность посольства заключается в решении вопросов ливийско-украинских отношений, а также контроле за выполнением договоров между обеими странами. 

## Список дипломатов от Ливии
- Мухаммед Аль-Буейшы (1999)
- Седдиг Мухаммед Аль-Шибани Аль-Гвери (2002—2008)
- Фейсал Атия Альшаари (2008—2012)
- Салех Кадум (2012—2013)
- Алхади И.А. Асба (2013—2014)
- Мохамед Салахеддин Нуреддин Шелли (2014 −2017)
- Ахмед М.А. Табула (2017—2018)
- Абдуразак М.С. Граде (2018-)